# Angraecopsis cryptantha
Angraecopsis cryptantha là một loài thực vật]] thuộc họ Orchidaceae. Đây là loài đặc hữu của Cameroon. Môi trường sống tự nhiên của chúng là rừng khô nhiệt đới hoặc cận nhiệt đới.